# Eporidia
Eporidia és un gènere d'arnes de la família Crambidae. Conté només una espècie, Eporidia dariusalis, que es troba a Camerun, República del Congo, República Democràtica del Congo, Guinea Equatorial, Ghana i Togo.